# AFU (ufologia)
La AFU (Archives for the Unexplained) è la principale associazione ufologica scandinava. Ha la sua sede a Norrköping (Svezia), ove fu fondata nel 1973 ed è nata da un progetto congiunto sulla ricerca tra Svezia, Norvegia e Finlandia. Ha un ricco archivio, consultabile via internet, su tutta la casistica europea di avvistamenti UFO, dalle prime segnalazioni ad oggi.